# Львовский собор (1946)

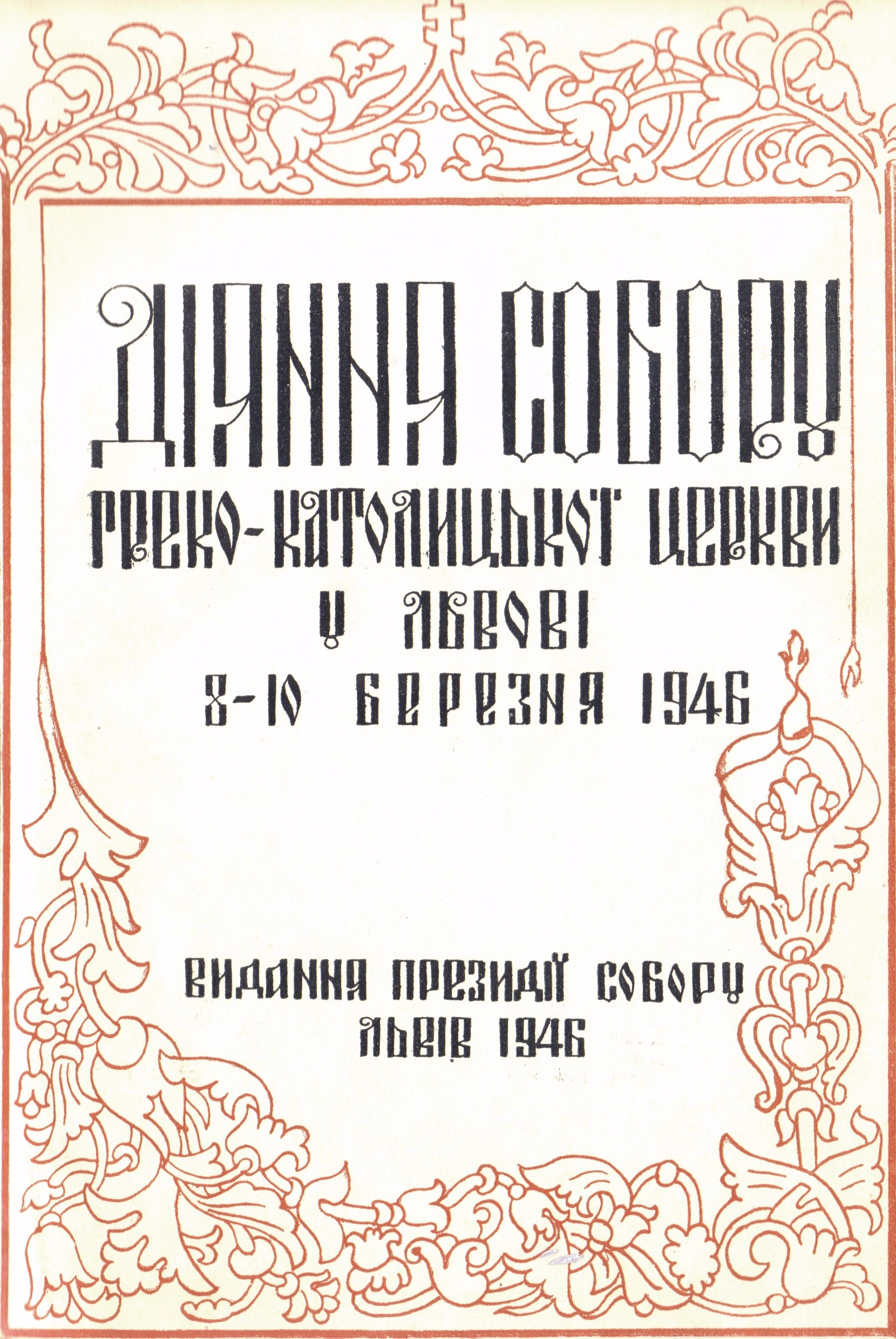
Обложка «Деяний» Собора

Льво́вский собо́р — Собор клириков и мирян Украинской грекокатолической (униатской) церкви (УГКЦ), созванный 8—10 марта 1946 года во Львове, на котором были провозглашены ликвидация Брестской унии 1596 года и присоединение к Русской православной церкви.
Собор был инспирирован политическим руководством СССР, с марта 1945 года взявшим курс на полную ликвидацию униатских структур, которые рассматривались как враждебные СССР силы. Формально инициаторами Собора явилась группа трёх священников: Гавриила Костельника, Михаила Мельника, Антония Пельвецкого как представителей трёх епархий Галицкой митрополии: Львовской, Перемышльской и Станиславовской. Недвижимое имущество ликвидированной УГКЦ после Собора было передано в безвозмездное пользование Русской православной церкви.
На Соборе не присутствовал ни один грекокатолический епископ, и Собор никогда не признавался Католической церковью. УГКЦ и Католическая церковь в целом называют этот собор псевдособором или лжесобором.

## Предыстория
В начале 1945 года в выступлениях папы римского Пия XII зазвучали мотивы враждебности к коммунистам и СССР. В Католической церкви возникли идеи создания конфедерации придунайских стран, организации комитета «Католического действия» для развертывания борьбы против леворадикальных элементов. В этих условиях советское руководство отказалось от компромиссов со Святым Престолом, который отныне характеризовался как «защитник фашизма», стремящийся к усилению своего влияния в послевоенном мире. Наличие в стране более 4 миллионов верующих, объединённых в особую церковь, контролируемую римским понтификом, показалось Иосифу Сталину крайне нежелательным
15 марта 1945 года председатель Совета по делам РПЦ Георгий Карпов писал Сталину, что Православная церковь «может и должна сыграть значительную роль в борьбе против римо-католической церкви (и против униатства), ставшей на путь защиты фашизма и добивающейся своего влияния на послевоенное устройство мира». Карпов предлагал: «а) организовать в г. Львове православную епархию; б) предоставить епископу и всем священнослужителям данной епархии права на проведение миссионерской работы; <…> д) от имени патриарха и Синода Русской православной церкви выпустить специальное обращение к духовенству и верующим униатской церкви и широко распространить его по униатским приходам; е) организовать внутри униатской церкви инициативную группу, которая должна будет декларативно заявить о разрыве с Ватиканом и призвать униатское духовенство к переходу в православие».
Выбор Карпова пал на униатского священника Гавриила Костельника, авторитетного пастыря в униатской среде, который уже к этому времени написал много работ, критикующих папство, и серьёзно задумывался над присоединением к православию.
Инициативная группа униатских священников оформилась 28 мая 1945 года, обнародовав два письма — просьбу к Совету народных комиссаров УССР (СНК УССР) об её утверждении и обращение к «всечесному греко-католическому духовенству в западных областях Украины» 18 июня 1945 года. СНК УССР через своего уполномоченного по делам Русской православной церкви утвердил инициативную группы как «единый временный церковно-административный орган Греко-католической церкви» с целью объединить её с Русской православной церковью.
Завершением работы инициативной группы стал созыв Собора УКГЦ во Львове 8 марта 1946 года.

## Участники собора
На Собор Греко-Католической Церкви во Львове 8—10 марта 1946 года прибыло 216 делегатов-священников (из 225 приглашённых) и 19 (из 22 приглашённых) делегатов-мирян из всех трёх греко-католических епархий: Львовской, Самборско-Дрогобычской и Станиславской.

### Делегаты-священники
Львовская область
- 1. Д-р Костельник, Гавриил Теодорович (Львов)
- 2. Король, Иван Юлианович (Бобрка)
- 3. Гаврилюк, Степан Павлович (Броды)
- 4. Мисевич, Роман Васильевич (Броды)
- 5. Калиневич, Сильвестр Филимонович (Буськ)
- 6. Кабаривский, Иосафат (Винники)
- 7. Кметь, Василий Лукианович (Винники)
- 8. Костельний, Иван Петрович (Глиняны)
- 9. Мартынович, Иосиф Михайлович (Глиняны)
- 10. Крук, Иван Ильич (Городок)
- 11. Винницкий, Иосиф Романович (Жолква)
- 12. Фитё Степан, Андреевич (Золочев) [Фите]
- 13. Мандзюк, Иван Иванович (Золочев)
- 14. Карвацкий, Петр Васильевич (Иван Франко)
- 15. Воробець, Иван Степанович (Иван Франко)
- 16. Гарабач, Никола Степанович (Каменка Буська)
- 17. Ванджала, Теофил Андреевич (Каменка Буська)
- 18. Кодельский, Иосиф Михайлович (Красное)
- 19. Королевич, Иосиф Васильевич (Красное)
- 20. Филяс, Иван Степанович (Краковец)
- 21. Садовский, Иван (Куликов)
- 22. Павлосюк, Никита Осипович (Львов)
- 23. Рокицкий, Николай Михайлович (Львов)
- 24. Дрелих, Василий Михайлович (Львов)
- 25. Семчишин, Димитрий Никитич (Львов)
- 26. Швыдкый, Павел Иванович (Львов)
- 27. Мостюк, Яков (Львов)
- 28. Крутяк, Мирон Дмитриевич (Львов)
- 29. Козицкий, Петр Осипович (Львов)
- 30. Крыжановский, Александр Петрович (Львов)
- 31. Кишакевич, Иосиф (Львов)
- 32. Клюс, Иван (Львов)
- 33. Кедринский, Лев Максимович (Лопатин)
- 34. Миронович, Василий (Магеров)
- 35. Гриневецкий, Дионисий Емельянович (Мосты Великие)
- 36. Крыса, Иосиф Васильевич (Мосты Великие)
- 37. Романишин, Михаил Филиппович (Милятин Новый)
- 38. Стеблецкий, Владимир Рафаилович (Милятин Новый)
- 39. Гумовский, Николай Михайлович (Немиров)
- 40. Лев, Михаил Васильевич (Немиров)
- 41. Повх, Иван Михайлович (Олесько)
- 42. Лещишин, Василий Григорьевич (Олесько)
- 43. Ляхович, Гавриил Иванович (Перемышляны)
- 44. Капший, Николай Васильевич (Поморяны)
- 45. Лесюк, Василий Петрович (Пониковица)
- 46. Палий, Иван Васильевич (Пониковица)
- 47. Сиротинский, Орест Иванович (Рава Русская)
- 48. Городецкий, Иван Васильевич (Рава Русская)
- 49. Ванчицкий, Юрий Владимирович (Радехов)
- 50. Кулинич, Григорий Иванович (Радехов)
- 51. Микула, Василий (Куликов)
- 52. Стахурский, Степан Павлович (Сокаль)
- 53. Возняк, Евгений Павлович (Сокольники)
- 54. Клиш, Иван Николаевич (Сокольники)
- 55. Д-р Левицкий, Ярослав Ипполитович (Щирец)
- 56. Щирба, Леонид Антонович (Яворов)
- 57. Малик, Косма Федорович (Яворов)
- 58. Козак, Анатолий Иванович (Яворов)
- 59. Землинский, Николай Гордеевич (Ярычев)
- 60. Ваврик, Емельян Михайлович (Ярычев)
- 61. Содомора, Александр (Милятин Новый)
- 62. Грош Василий (Перемышляны)
- 63. Карпяк, Иларион Андреевич (Радехов)
- 64. Миронюк, Иван (Щирец)
- 65. Пулык, Александр Филиппович (Жолква)
- 66. Гриник, Феодосии Яковлевич (Краковец)
- 67. Столяр, Теодор Григорьевич (Подкамень)
- 68. Лопушанский, Теодор Дмитриевич (Сокаль)

Станиславская область
- 69. Пельвецкий, Антон Андреевич (Станислав)
- 70. Дорош, Владимир Михайлович (Большовцы)
- 71. Сваричевский, Владимир Степанович (Бурштин)
- 72. Любка, Владимир Евстафиевич (Букачевцы)
- 73. Гургула, Анатолий Ярославович (Войнилов)
- 74. Дмитерко, Михаил Васильевич (Гвоздей)
- 75. Самотулко, Владимир Сидорович (Галич)
- 76. Корбутяк, Николай Степанович (Городенка)
- 77. Чернега, Михаил Прокопович (Долина)
- 78. Бородайко, Евстафий Алексеевич (Долина)
- 79. Мальчинский, Алексей Емельянович (Заболотов)
- 80. Обушкевич, Алексей Львович (Косов)
- 81. Сиротюк, Николай Дмитриевич (Косов)
- 82. Томчук, Петр Иванович (Коломыя)
- 83. Карпинский, Евгений Платонович (Коломыя)
- 84. Русин, Александр (Коломыя)
- 85. Лоточинский, Исидор Николаевич (Кути)
- 86. Тисовский, Владимир Степанович (Калуш)
- 87. Тымкив, Иван Васильевич (Калуш)
- 88. Совьяковский, Михаил Николаевич (Ланчин)
- 89. Дорик, Роман Васильевич (Лисец)
- 90. Говдунык, Григорий Семенович (Лисец)
- 91. Савчинский, Владимир Емельянович (Обертын)
- 92. Василина, Андрей Алексеевич (Отыния)
- 93. Салевич, Михаил Владимирович (Отыния)
- 94. Лоточинский, Иван Николаевич (Станислав)
- 95. Дурбак, Иван Феофилович (Перегинско)
- 96. Цыганенко, Петр Емельянович (Перегинско)
- 97. Щулым, Иван Григорьевич (Рогатин)
- 98. Лесюк, Николай Васильевич (Рожнятов)
- 99. Савраш, Иосиф Михайлович (Станислав)
- 100. Добрянский, Константин Владимирович (Станислав)
- 101. Закаляк, Григорий Михайлович (Станислав)
- 102. Дуткевич, Аполлинарий Петрович (Станислав)
- 103. Смачило, Степан Васильевич (Станислав)
- 104. Клюфас, Иван Яковлевич (Снятин)
- 105. Довгий, Владимир Васильевич (Снятин)
- 106. Яворский, Антон Степанович (Товмач)
- 107. Шмерековский, Евстафий Иванович (Яремча)
- 108. Палюк, Семен Захарьевич (Тисменица)
- 109. Гребенюк, Алексей Васильевич (Тисменица)
- 110. Лучаковский, Антон Устинович (Войнилов)
- 111. Яськив, Иван Иванович (Галич)
- 112. Лихецкий, Степан Викторович (Галич)
- 113. Лютый, Николай Петрович (Городенка)
- 114. Якимышин, Василий Дмитриевич (Жабье)
- 115. Шараневич, Алексей Акимович (Жовтневое)

Тернопольская область
- 116. Середович, Александр Степанович (Богородчаны)
- 117. Литынский, Ярослав Петрович (Бережаны)
- 118. Шанайда, Владимир Петрович (Бережаны)
- 119. Чикало, Осип Петрович (Бережаны)
- 120. Рокицкий, Михаил Иванович (Будзанов)
- 121. Ницович, Степан Васильевич (Борщов)
- 122. Плецан, Мирослав (Борщов)
- 123. Король, Степан Емельянович (Бучач)
- 124. Зарицкий, Роман Абрамович (Грималов)
- 125. Рак-Раченко, Федор Иванович (Гусятин)
- 126. Гунчак, Степан (Гусятин)
- 127. Грицай, Василий Григорьевич (Залещики)
- 128. Лошний, Андрей Алексеевич (Зборов)
- 129. Додик, Василий Алексеевич (Зборов)
- 130. Яструбецкий, Григорий (Збараж)
- 131. Кижик, Петр Павлович (Збараж)
- 132. Цицькевич, Александр Павлович (Заложцы)
- 133. Микула, Михаил Петрович (Залещики)
- 134. Гороховский, Иосиф (Козова)
- 135. Черняк, Михаил Яковлевич (Копычинцы)
- 136. Еднак, Михаил Иванович (Копычинцы)
- 137. Дуда, Николай Пантелеймонович (Коропец)
- 138. Дрогомирецкий, Богдан Кириллович (Мельница)
- 139. Яцышин, Иван Николаевич (Новое Село)
- 140. Мельник, Василий Григорьевич (Олесь)
- 141. Боднарь, Иван Михайлович (Олесь)
- 142. Юрик, Евгений Николаевич (Пробежная)
- 143. Матвиев, Ярослав Степанович (Пробежная)
- 144. Антков, Иосиф (Пробежная)
- 145. Лубянецкий, Иван Павлович (Подволочиска)
- 146. Каблак, Петр Павлович (Подгайцы)
- 147. Кутный, Ярослав Иванович (Скалат)
- 148. Деревянко, Иван Васильевич (Скала Подольская)
- 149. Погорецкий, Иосиф Иванович (Теребовля)
- 150. Декайло, Николай Васильевич (Теребовля)
- 151. Гаврилюк, Семен Михайлович (Товсте)
- 152. Рокецкий, Ярослав Евгеньевич (Товсте)
- 153. Слободян, Прокофий Николаевич (Товсте)
- 154. Паланица, Дмитрий (Чертков)
- 155. Стецык, Николай (Чертков)

Дрогобычская область
- 156. Д-р Мельник, Михаил Антонович (Дрогобыч)
- 157. Иванчук, Владимир Иванович (Борислав)
- 158. Бодревич, Данил Иванович (Борислав)
- 159. Кабаривский, Остап Михайлович (Высоцко)
- 160. Сембратович, Мирослав Любомирович (Высоцко)
- 161. Марко, Тимофей Михайлович (Дрогобыч)
- 162. Никита, Николай Алексеевич (Дрогобыч)
- 163. Маринович, Иосиф Андреевич (Добромыль)
- 164. Трицецкий, Василий Михайлович (Добромыль)
- 165. Слиж, Николай Семёнович (Жидачев)
- 166. Васильковский, Илия Семенович (Жидачев)
- 167. Бобыляк, Николай Ильич (Журавно)
- 168. Логинский, Роман Юлианович (Журавно)
- 169. Давидович, Михаил (Комарно)
- 170. Ящевский, Иван Брониславович (Комарно)
- 171. Ивасик, Емельян Степанович (Любимцы)
- 172. Хоростиль, Василий Алексеевич (Лютовиська)
- 173. Волошин, Лука Михайлович (Лука)
- 174. Хомяк, Владимир Иванович (Мостыська)
- 175. Сюсько, Степан Дмитриевич (Мостыська)
- 176. Ортинский, Юлиан Игнатович (Медыничи)
- 177. Попиль, Лев Иванович (Жукотын)
- 178. Дремала, Степан Алексеевич (Жукотын)
- 179. Прокурат, Михаил Иванович (Медыничи)
- 180. Хотинецкий, Степан Климович (Медыничи)
- 181. Киндий, Николай Иванович (Николаев)
- 182. Сендзик, Иван Андреевич (Нижанковичи)
- 183. Татомир, Теофил Иванович (Подбуж)
- 184. Крыса, Иван Семенович (Розлуч)
- 185. Андрианович, Иван Степанович (Рудки)
- 186. Зеленый, Теодор (Рудки)
- 187. Корлятович, Иван Емельянович (Самбор)
- 188. Лопочак, Илья Ильич (Самбор)
- 189. Косонога, Иван Николаевич (Судовая Вишня)
- 190. Савчук, Юрий Иванович (Старый Самбор)
- 191. Матюк, Мирон Викторович (Старый Самбор)
- 192. Дьявол, Владимир Денисович (Старый Самбор)
- 193. Прихитко, Владимир Миронович (Стрый)
- 194. Хавлюк, Михаил (Стрый)
- 195. Холицкий, Яков Федорович (Сколе)
- 196. Черныш, Семен Михайлович (Сколе)
- 197. Майба, Владимир Иванович (Самбор)
- 198. Макар, Николай Ильич (Старое Село)
- 199. Кийко, Степан Иванович (Старое Село)
- 200. Иване, Иван (Турка)
- 201. Бабяк, Иосиф Иванович (Тухля)
- 202. Федорак, Антон Федорович (Устрики)
- 203. Хробак, Василий Степанович (Устрики)
- 204. Гривнак, Иосиф Федорович (Устрики)
- 205. Мацюрак, Северин Владимирович (Устрики)
- 206. Тарнавский, Евгений Семенович (Ходоров)
- 207. Гулей, Николай Теофилович (Ходоров)
- 208. Семиген, Богдан Григорьевич (Стрый)
- 209. Ковалив, Степан Степанович (Стреличи Новые)
- 210. Малецкий, Пантелеймон Пантелеймонович (Нижанковичи)
- 211. Курчаба, Петр Федорович (Стреличи Новые)
- 212. Куновский, Владимир (Дубляны)
- 213. Шургот, Александр (Дрогобыч)
- 214. Савкив, Василий (Стрый)
- 215. Гуглевич, Даниил (Рудки)
- 216. Корчик-Городиский, Иларион (Дрогобыч)

### Делегаты-миряне
- 1. Стефановский, Михаил Альбертович (Львов)
- 2. Колодей, Марьян Семенович (Львов)
- 3. Белинский, Владимир Алексеевич (Львов)
- 4. Надрага, Александр Антонович (Львов)
- 5. Полянский, Владимир Алексеевич (Львов)
- 6. Дурбак, Павел Тимофеевич (Львов)
- 7. Творидло, Николай Дмитриевич (Львов)
- 8. Ивасив, Ярослав Владимирович (Станислав)
- 9. Прунько, Дмитрий Онуфриевич (Станислав)
- 10. Вербовый, Владимир Степанович (Станислав)
- 11. Трутяк, Владимир Андреевич (Станислав)
- 12. Бакше, Евгений Иванович (Тернополь)
- 13. Демьянчик, Никола Иванович (Дрогобыч)
- 14. Лигедза, Остап Григорьевич (Дрогобыч)
- 15. Панькив, Константин Лазаревич (Дрогобыч)
- 16. Нижник, Михаил Андреевич (Дрогобыч)
- 17. Щурко, Степан Дмитриевич (Дрогобыч)
- 18. Стончак, Михаил Федорович (Дрогобыч)
- 19. Брыч, Кирилл Иванович (Дрогобыч)

Два члена Инициативной группы, Антоний (Пельвецкий) и Михаил (Мельник), к открытию Собора успели не только принять Православие, но и стать епископами Московской Патриархии: первый — Станиславским и Коломыйским, второй — Дрогобычским и Самборским. Некоторые из делегатов-священников позднее тоже стали архиереями Русской православной церкви: Иосиф Савраш — архиепископом Ивано-Франковским и Коломыйским, Григорий Закаляк — архиепископом Мукачевским и Ужгородским, Николай Юрик — митрополитом Львовским и Тернопольским.

## Собор
Собор открылся 8 марта в митрополичьем кафедральном соборе святого Юрия во Львове. В работе Собора приняли участие 216 делегатов-священников и 19 мирян из Львовской, Тернопольской, Станиславской и Дрогобычской областей. Председательствовал на соборе протоиерей Гавриил Костельник. Участниками собора были также епископы Русской православной церкви: Станиславский Антоний, Дрогобычский Михаил и те священнослужители, которые воссоединились с Православной Церковью в Киеве 23 февраля. На собор прибыли почётные гости: митрополит Киевский Иоанн, епископ Львовский и Тернопольский Макарий, епископ Мукачевский и Ужгородский Нестор, управляющий делами Киевского экзархата протоиерей Константин Ружицкий.
На открытии собора Гавриил Костельник выступил с главным докладом — «О мотивах воссоединения УГКЦ с РПЦ», в котором с исторической и богословской точек зрения обосновал необходимость ликвидации унии. Говорил он взволнованно и патетически.
В тот же день на соборе выступили епископ Станиславский Антоний, священники Миронович, Лопотинский, Венцецкий, Иванов, Закаляк.
По предложению протоиерея Гавриила Костельника уже в первый день заседаний собор принял принципиальные положения, которые должны были лечь в основание Соборного постановления:
1. Ликвидировать унию 1596 года;
2. Оторваться от Рима;
3. Вернуться к прадедовской Православной вере;
4. Воссоединиться с Русской Православной Церковью[5].

На следующий день в соборе святого Юрия 12 священников, уже воссоединённые с Православной церковью в Киеве и приглашённые из Георгиевской православной церкви Львова, приняли исповедь у участников собора — униатов. Потом епископы Львовский Макарий, Мукачевский Нестор, Станиславский Антоний и Дрогобычский Михаил приняли отречение от католицизма у 204 священников греко-униатов, участвовавших в Соборе, и по чтении разрешительной молитвы уже воссоединённые с Православной церковью священники участвовали в совершении литургии.

## Последствия
Решения Собора поддержали 997 из 1270 грекокатолических священников Западной Украины, остальные были осуждены или ушли в подполье, а их приходы — закрыты.
Согласно донесениям УНКГБ, рядовые прихожане восприняли воссоединение с Православной церковью, в целом, нейтрально либо одобрительно. Негативно к решению Львовского собора отнеслась некоторая часть украинской интеллигенции, которая считала, что ликвидация УГКЦ является способом приблизить Западную Украину к тому положению, в котором уже многие годы находилась остальная часть УССР, усилить подчинённость Москве. Некоторые представители украинской интеллигенции видели в этом попытку русификации украинской церкви и наступление на украинскую культуру.
В духе постановлений этого Собора произошла постепенная ликвидация грекокатолической церкви в Закарпатской области Украины (1946—1949) и на Пряшевщине (1950).
Украинская грекокатолическая церковь не признала Собор законным, обосновывая это тем, что на нём не было ни одного католического епископа, три члена инициативной группы незадолго до Собора перешли в Русскую православную церковь (то есть, на тот момент уже не были католиками), а Собор был подготовлен и управлялся директивами органов светской власти.
Несмотря на эти нарушения, каноничность собора была признана всеми Поместными православными церквями мира.
В 1980 году в Риме состоялся Собор украинских униатских епископов, который постановил, что Львовский собор 1946 года был неправомочен. Это могло создать напряжённость во взаимоотношениях между Русской православной и Римско-католической церквами. На запрос Русской православной церкви от 24 января 1981 года папа Иоанн Павел II заверил, что решения и требования униатского Собора не были одобрены римской курией и поэтому недействительны.
Священный синод Украинской православной церкви (УПЦ) в обращении к пастве и украинскому народу по случаю 60-летия возвращения грекокатоликов в лоно Православной церкви отметил:

Шестьдесят лет назад на первой седмице Великого поста (8—10 марта 1946) во Львове состоялся Собор духовенства и мирян Украинской церкви католиков восточного обряда (УГКЦ), который принял решение об аннулировании постановлений унионального Брестского собора 1596 года, то есть о выходе из-под юрисдикции Римско-Католической Церкви, возвращении к прародительской Православной вере и присоединении к Вселенской Восточной Православной Церкви. Чем больше времени отделяет нас от Львовского собора 1946, тем более значимыми оказываются его судьбоносные решения. Высокая оценка постановлений Собора следует из анализа идеологии, методов, путей и последствий насаждения унии. <…>

Украинская Православная Церковь никоим образом не оправдывает тех исторических обстоятельств и средств тоталитарного советского прошлого, при которых проводился Львовский собор 1946, однако она по-прежнему анафематствует сегодня, в Неделю Торжества Православия, беззаконные деяния, которые имели место в Бресте 1596 и провозглашает вечную память защитникам Православия и просит их молитв перед Престолом Божьим об утверждении Православия в нашей многострадальной Родине.
По оценке Андрея Кураева:

Когда-то уния рождалась как форма защиты православия, как форма компромисса, который позволил бы сохранить западной Руси свою неримскую веру, свой нелатинский язык. А сегодня уния превратилась в нечто совершенно противоположное — это форма католической глобализации. Когда-то отец Гавриил Костельник и группа священников-организаторов собора 1948 года уже пробовали напомнить униатскому миру о его изначальной стратегии <…>. Есть ли сегодня костельники на Украине? Не знаю…
В марте 2016 года в связи с очередной годовщиной собора 18 православных мирян и священников из разных стран выступили с осуждением этого собора и заявили: «Мы знаем, что миллионы православных христиан во всем мире искренно осуждают антирелигиозные преследования со стороны советского правительства и Иосифа Джугашвили лично… Мы смиренно просим прощения за все несправедливости, жертвами которых они стали под прикрытием авторитета Православной Церкви, и склоняем наши головы перед мучениками Украинской Греко-Католической Церкви»[значимость факта?]. Акцию «осуждения» организовал Антуан Аржаковский, который занимает должность директора «Института экуменических студий», работающего на базе Украинского католического университета во Львове (УГКЦ). Большинство подписантов так или иначе связаны с Аржаковским и этим греко-католическим учебным заведением.
Как отмечает Владислав Петрушко,

На Львовский Собор 1946 года гораздо справедливее смотреть не с позиций католического канонического права, а с точки зрения канонов Православной Церкви. Да, на Львовском Соборе не присутствовали греко-католические епископы (они были арестованы советскими властями), но была обширная группа духовенства, изъявившего намерение воссоединиться с Православной Церковью. Решения Собора поддержало 997 из 1270 греко-католических священников Западной Украины, а его каноничность была признана всеми Поместными Православными Церквями мира. Кстати, хотелось бы напомнить, что при заключении в 1646 году, спустя полвека после Брестского собора, ещё одной унии — Ужгородской, в этой акции приняли участие 63 православных священника, но не было ни одного епископа. Однако применительно к этому случаю греко-католики почему-то не говорят о неканоничности данной акции.